# Stockem (Aarlen)
Stockem (Luxemburgs: Stackem) is een plaats nabij Aarlen aan de N83 in de Belgische provincie Luxemburg.

## Bezienswaardigheden

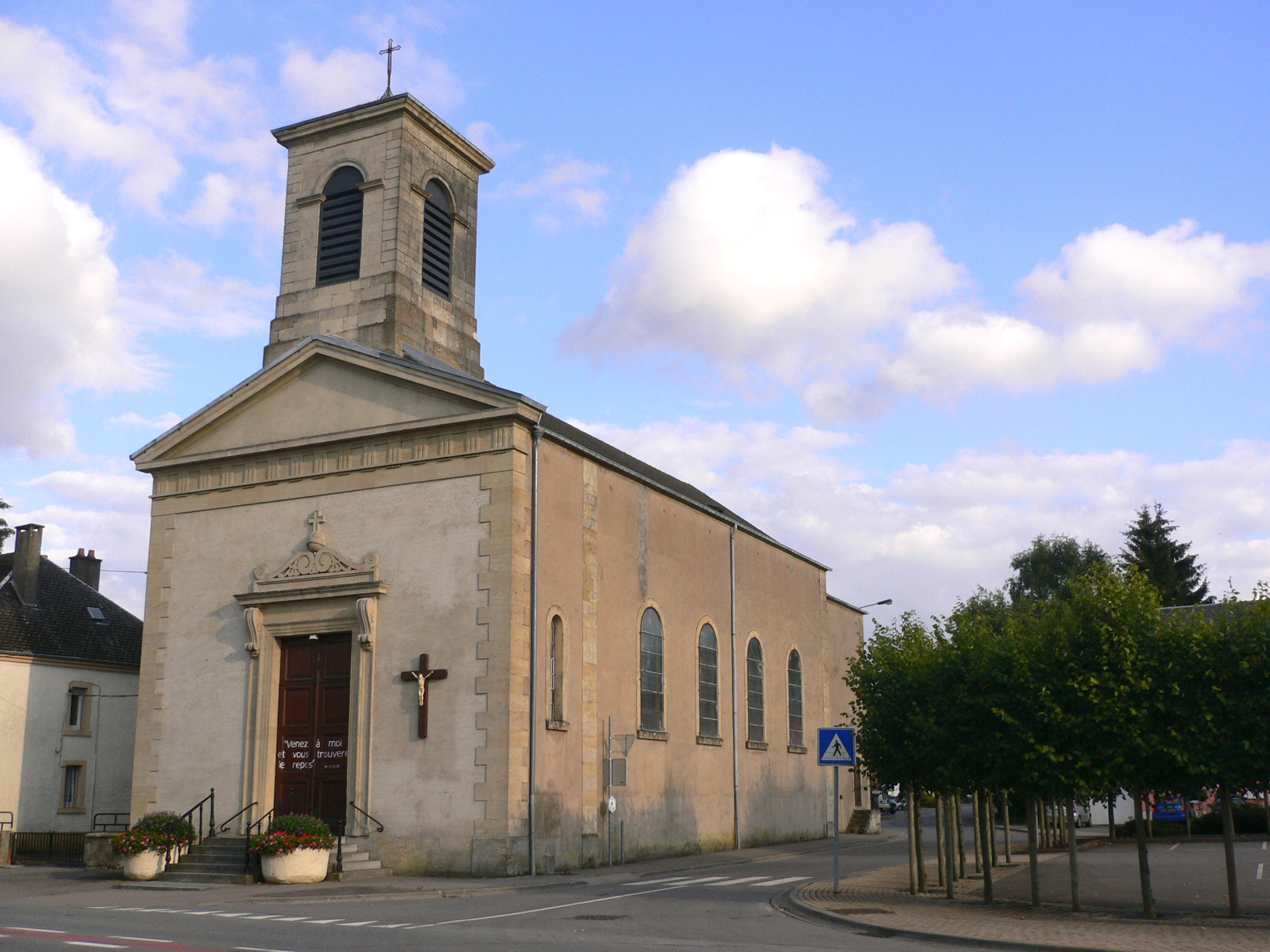
Kerk van Stockem

- Sint-Walburgakerk
- Tankmonument

Deelgemeenten: Aarlen · Autelbas-Barnich · Bonnert · Guirsch · Heinsch · Toernich

Overige kernen: Autelhaut · Barnich · Clairefontaine · Fouches · Frassem · Freylange · Heckbous · Rosenberg · Sampont · Schoppach · Sesselich · Seymerich · Stehnen · Sterpenich · Stockem · Udange · Viville · Waltzing · Weyler · Wolberg

Belgische gemeenten · Arrondissement Aarlen · Luxemburg · Wallonië